# Pauli Kiuru
Pauli Kiuru (Valkeakoski, 8 december 1962) is een Finse triatleet. Hij won verschillende Ironmans, zoals de Ironman Australia (4x), Ironman Europe (2x) en de Ironman New Zealand (1x). Ook behaalde hij eenmaal een tweede plaats en tweemaal een derde plaats bij de Ironman Hawaï.
Zijn eerste succes behaalde hij in 1987 met het winnen van een bronzen medaille bij het EK lange afstand in Joroinen. In 1989 won hij de triatlon van Almere en was hiermee de eerste buitenlander die Almere won. Een jaar eerder moest hij nog genoegen nemen een tweede plaats.
In 1997 werd hij als eerste atleet opgenomen in de Australia Hall of Fame.
In 1998 kondigde hij een einde van zijn sportcarrière aan.

## Belangrijke prestaties

### triatlon
- 1987:  EK lange afstand in Joroinen - 8:30.41
- 1987: 10e Ironman Hawaï - 9:16.00
- 1988:  Triatlon van Almere - 8:39.41
- 1988: 10e Ironman Hawaï - 9:00.49
- 1989:  Triatlon van Almere - 8:22.54
- 1989:  Ironman New Zealand - 8:59.22
- 1989: 5e Ironman Hawaï - 8:32.42
- 1990:  ITU wereldbekerwedstrijd - onbekende tijd
- 1990:  Ironman Europe in Roth - 8:21.13
- 1990:  Ironman New Zealand - 8:39.12,1[1]
- 1990:  Ironman Hawaï - 8:39.24
- 1991:  Ironman Australia - 8:22.40
- 1991:  Ironman Europe in Roth - 8:04.54
- 1991:  ITU wereldbekerwedstrijd - onbekende tijd
- 1991: 4e Ironman Hawaï - 8:30.07
- 1992:  Ironman Australia - 8:06.39
- 1992:  Ironman Hawaï - 8:17.29
- 1993:  Ironman Australia - 8:10.53
- 1993:  Ironman Hawaï - 8:14.27
- 1994:  Ironman Japan - onbekende tijd
- 1994:  Ironman Australia - 8:21.13
- 1994: 207e Ironman Hawaï - 10:08.25
- 1995:  Ironman Australia - 8:34.16
- 1995: 9e Ironman Hawaï - 8:34.08
- 1996: 6e Ironman Europe - 8:26.00
- 1996: 4e Ironman Canada - 8:53.38
- 1997: 9e Ironman Australia - 8:50.20
- 1997:  EK lange afstand in Fredericia - 8:30.41
- 1997: 9e Ironman Hawaï - 8:34.08
- 1998: 7e Ironman Switzerland - onbekende tijd